# Anselm Feuerbach
Anselm Feuerbach (Spira, 12 settembre 1829 – Venezia, 4 gennaio 1880) è stato un pittore e docente tedesco, esponente della pittura neoclassica tedesca del XIX secolo.
Autore di numerose scene ispirate all'antichità.

## Biografia

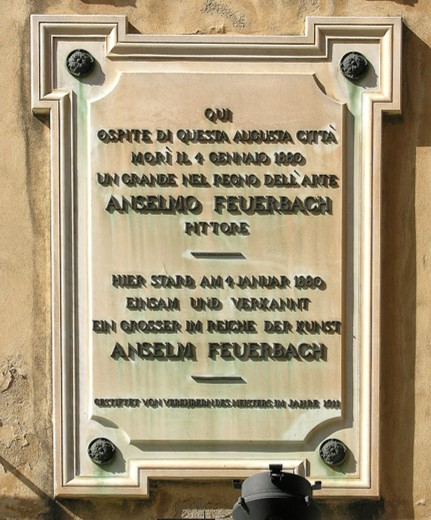
Venezia, Calle larga de l'Ascension

Era figlio dell'archeologo Joseph Anselm Feuerbach e nipote del celebre filosofo Ludwig Feuerbach. La famiglia ispirò in lui il gusto degli studi classici. All'età di sedici anni già si faceva notare per ritratti e paesaggi e poco dopo divenne allievo di Schadow e Schirmer.
Presso l'Accademia di belle arti di Düsseldorf sviluppò un suo stile, ondeggiante fra la libertà di Rubens e la linea neoclassica. Da questo momento iniziò a peregrinare, dapprima a Monaco di Baviera, per un biennio, poi ad Anversa, dove studiò i pittori fiamminghi, ed infine dal 1851 a Parigi, dove espresse alcune delle sue opere più riuscite, quali Hafis nel granaio e il Consigliere Umbreit.
Nel 1855 il pittore scese in Italia, a Venezia, a Firenze e a Roma, dove restò fino al 1873. Questo fu il periodo più florido per Feuerbach e si concretizzò con la sua produzione più nota: ritratti, opere a soggetto allegorico, storico e mitologico che resero famose le sue uniche due modelle romane, Anna Risi e Lucia Brunacci.
Seguì un breve e sfortunato soggiorno a Vienna.
Morì a Venezia nel 1880. 
Molte sue opere si trovano in musei di Basilea, Monaco, Amburgo e Stoccarda. Tra i suoi allievi si ricorda Theodor von Hörmann.

## Opere

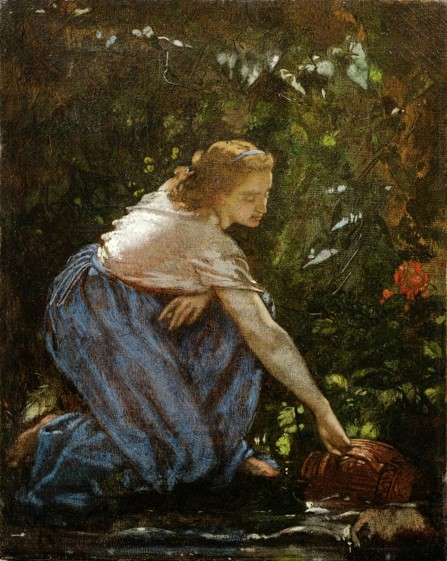
Giovane donna al ruscello, 1853, olio su tela, cm 41 x 33, Parigi, Collezione Georges Bertauts-Couture

- Autoritratto, 1842, Germanisches Nationalmuseum Nurnberg
- Autoritratto, 1849, Germanisches Nationalmuseum Nurnberg
- La Giovane strega viene portata al rogo, 1851, Germanisches Nationalmuseum Nurnberg
- Ragazza con tamburino, 1853, Germanisches Nationalmuseum Nurnberg
- Il riposo della Ninfa, 1860, Germanisches Nationalmuseum Nurnberg
- Nanna, 1861, Germanisches Nationalmuseum Nurnberg
- Ifigenia, 1862, Staatsgalerie Stuttgart
- Ragazzo addormentato, 1866, Germanisches Nationalmuseum Nurnberg
- Medea e gli Argonauti, 1870
- Paesaggio arcadico con centauri, 1873, Germanisches Nationalmuseum Nurnberg
- Battaglia delle Amazzoni, 1873, Germanisches Nationalmuseum Nurnberg
- Il banchetto di Platone, 1874
- Gaia
- La morte del poeta Pietro Aretino
- Paolo e Francesca, Schackgalerie Munchen
- Addio a Medea, Schackgalerie Munchen
- Il simposio di Platone
- L'irruzione del corteo comastico di Alcibiade nel convito.

## Curiosità
Dopo la sua scomparsa, Johannes Brahms, che l'aveva conosciuto a Vienna e che era stato in corrispondenza epistolare con la madre Henriette, dedicò alla sua memoria una delle sue opere corali, la Nänie, per coro e orchestra, op. 82, su testo di Friedrich Schiller (Auch das Schöne muß sterben), che fu pubblicata nel 1881: composizione di struggente malinconia, ma anche permeata di una grande nobiltà e compostezza classica che si ispirava all'opera del pittore.